# Теорема Зеелигера
Теорема Зеелигера (Зелигера) в астрономии — утверждение, что для любого {\displaystyle m} число звёзд с видимой звёздной величиной ярче {\displaystyle m+1} в 3,98 раз больше, чем звёзд ярче величины {\displaystyle m}. Теорема выполняется при отсутствии межзвёздного поглощения и равномерном распределении звёзд в пространстве. Теорема сформулирована Хуго Зелигером и носит его имя. Отклонения результатов наблюдения от вывода теоремы вызваны главным образом наличием межзвёздного поглощения и позволяют измерить его величину.

## Формулировка
Теорема Зеелигера формулируется в двух предположениях: звёзды всех абсолютных звёздных величин распространены в пространстве равномерно, а межзвёздное поглощение отсутствует.
Можно рассмотреть звезду произвольной светимости, которая находится на расстоянии {\displaystyle r} от наблюдателя и имеет видимую звёздную величину {\displaystyle m}. Из предположения об отсутствии поглощения следует, что освещённость от звезды обратно пропорциональна квадрату расстояния до неё, а так как звезда такой же светимости величины {\displaystyle m+1} приблизительно в 2,512 раз тусклее звезды с величиной {\displaystyle m}, она должна находиться на расстоянии {\displaystyle {\sqrt {2{,}512}}\cdot r\approx 1{,}58~r}.
Таким образом, при одинаковой светимости звёзды величины ярче {\displaystyle m} должны находиться внутри сферы с радиусом {\displaystyle r}, а ярче {\displaystyle m+1} — в сфере радиуса {\displaystyle {\sqrt {2{,}512}}\cdot r}. Из предположения о равномерности распределения звёзд в пространстве следует, что число {\displaystyle N} звёзд пропорционально объёму, который они занимают:
{\displaystyle {\frac {N(m+1)}{N(m)}}={\frac {{\frac {4}{3}}\pi ({\sqrt {2{,}512}}\cdot r)^{3}}{{\frac {4}{3}}\pi r^{3}}}={\sqrt {2{,}512}}^{3}\approx 3{,}98}
Таким образом, для звёзд любой светимости, а значит, и для всей совокупности звёзд оказывается верно, что количество звёзд ярче величины {\displaystyle m+1} примерно в 3,98 раз больше количества звёзд ярче величины {\displaystyle m}.

## Сравнение с наблюдениями
Реальное распределение звёзд по звёздным величинам отличается от выводимого из теоремы — функция {\displaystyle N(m)} при увеличении {\displaystyle m} растёт медленнее, чем предполагается. Это отклонение вызвано в первую очередь существованием межзвёздного поглощения: чем оно больше, тем сильнее должно быть отклонение наблюдательных данных от выводимого в теореме. Кроме того, для областей вблизи полюсов галактики {\displaystyle N(m)} возрастает медленнее, чем вблизи галактического экватора, иными словами, тусклые звёзды больше сконцентрированы в плоскости диска Галактики.
| {\displaystyle m} | {\displaystyle N(m)} для определённой части неба | {\displaystyle {\frac {N(m+1)}{N(m)}}} | {\displaystyle {\frac {N(m+1)}{N(m)}}} | {\displaystyle {\frac {N(m+1)}{N(m)}}} |
| {\displaystyle m} | {\displaystyle N(m)} для определённой части неба | Всё небо                               | Вблизи галактического экватора         | Вблизи полюсов Галактики               |
| ----------------- | ------------------------------------------------ | -------------------------------------- | -------------------------------------- | -------------------------------------- |
| 4                 | 3,57⋅102                                         | 2,88                                   | 2,88                                   | 2,88                                   |
| 5                 | 1,32⋅103                                         | 2,85                                   | 2,85                                   | 2,85                                   |
| 6                 | 2,94⋅103                                         | 2,80                                   | 2,82                                   | 2,77                                   |
| 7                 | 8,24⋅103                                         | 2,77                                   | 2,80                                   | 2,70                                   |
| 8                 | 2,28⋅104                                         | 2,72                                   | 2,77                                   | 2,60                                   |
| 9                 | 6,21⋅104                                         | 2,67                                   | 2,75                                   | 2,50                                   |
| 10                | 1,66⋅105                                         | 2,61                                   | 2,70                                   | 2,39                                   |
| 11                | 4,32⋅105                                         | 2,54                                   | 2,67                                   | 2,29                                   |
| 12                | 1,10⋅106                                         | 2,47                                   | 2,62                                   | 2,17                                   |
| 13                | 2,71⋅106                                         | 2,39                                   | 2,55                                   | 2,06                                   |
| 14                | 6,47⋅106                                         | 2,31                                   | 2,46                                   | 1,97                                   |
| 15                | 1,49⋅107                                         | 2,22                                   | 2,35                                   | 1,87                                   |
| 16                | 3,31⋅107                                         | 2,12                                   | 2,23                                   | 1,77                                   |
| 17                | 7,03⋅107                                         | 2,03                                   | 2,13                                   | 1,68                                   |
| 18                | 1,43⋅108                                         | 1,93                                   | 2,04                                   | 1,60                                   |
| 19                | 2,75⋅108                                         | 1,84                                   | 1,93                                   | 1,51                                   |
| 20                | 5,06⋅108                                         | 1,76                                   | 1,84                                   | 1,43                                   |
| 21                | 8,89⋅108                                         |                                        |                                        |                                        |

## История изучения
Теорему впервые сформулировал Хуго Зелигер в 1889 году. Он же, проведя звёздные подсчёты до величины 13,5m, оценил величину межзвёздного поглощения в диске Галактики, но его оценка оказалась сильно заниженной: она составила 0,3m на 4 килопарсека, в то время как сейчас эта величина оценивается как 2m на килопарсек. По этим же данным он построил модель Млечного Пути, которая имела форму эллипсоида вращения размером 14,4×3,3 килопарсека, с Солнцем в центре.

### Комментарии
1. ↑  2,512 — приближённое значение величины {\displaystyle {\sqrt[{5}]{100}}}: отличие на 5 звёздных величин соответствует отношению потоков света ровно в 100 раз[4].